# Leitunkraut
Leitunkraut ist die vorherrschende (dominierende) Unkrautart an einem Standort. Die Wahl der Bekämpfungsmaßnahmen orientiert sich in der Regel an dieser Art. Im Hackfruchtanbau zählen die Gemeine Quecke, Zurückgekrümmter Amarant, Weißer Gänsefuß, Hühnerhirse, u. a.  zu den Leitunkräutern.
So haben sich beispielsweise Storchschnabel-Arten in einigen Ackerbauregionen von Rand- und Nebenunkräutern zu behandlungsentscheidenden Leitunkräutern entwickelt. Intensive Fruchtfolgen im Raps- und Maisanbau sind davon besonders betroffen.
Als weitere Leitunkräuter werden in der Literatur Kletten-Labkraut, Vogelmiere, Taubnessel und Ehrenpreis genannt.